# Liste der Kulturgüter in Pfäffikon ZH
Die Liste der Kulturgüter in Pfäffikon enthält alle Objekte in der Gemeinde  Pfäffikon im Kanton Zürich, die gemäss der Haager Konvention zum Schutz von Kulturgut bei bewaffneten Konflikten, dem Bundesgesetz vom 20. Juni 2014 über den Schutz der Kulturgüter bei bewaffneten Konflikten sowie der Verordnung vom 29. Oktober 2014 über den Schutz der Kulturgüter bei bewaffneten Konflikten unter Schutz stehen.
Objekte der Kategorien A und B sind vollständig in der Liste enthalten, Objekte der Kategorie C fehlen zurzeit (Stand: 1. Januar 2023). Unter übrige Baudenkmäler sind weitere geschützte Objekte zu finden, die im Verzeichnis der Objekte von überkommunaler Bedeutung der kantonalen Denkmalpflege zu finden und nicht bereits in der Liste der Kulturgüter enthalten sind.

## Kulturgüter
| Foto |                                                                                      | Objekt                                                                    | Kat. | Typ | Standort                           | Beschreibung |
| ---- | ------------------------------------------------------------------------------------ | ------------------------------------------------------------------------- | ---- | --- | ---------------------------------- | ------------ |
| ja   | Datei hochladen · Wikidata zu Flarzhaus Ruetschberg (Q29574165)                      | Flarzhaus Ruetschberg KGS-Nr.: 07598                                      | A    | G   | Hohlgasse 1–11 700289 / 245694     |              |
| ja   | Datei hochladen · Wikidata zu Römischer Gutshof / Spätrömisches Kastell (Q241013)    | Irgenhausen, römischer Gutshof / spätrömisches Kastell KGS-Nr.: 07599     | A    | F   | Irgenhausen 702278 / 246149        |              |
| ja   | Datei hochladen · Wikidata zu Reformierte Kirche Pfäffikon ZH (Q29932997)            | Reformierte Kirche KGS-Nr.: 07600                                         | B    | G   | Usterstrasse 5 701396 / 246921     |              |
| ja   | Datei hochladen · Wikidata zu Burg, neolithische Seeufersiedlung (Q29933001)         | Burg, neolithische Seeufersiedlung KGS-Nr.: 12648                         | B    | F   | Usterstrasse 701201 / 246780       |              |
| ja   | Datei hochladen · Wikidata zu Riet, neolithische Seeufersiedlung (Q29932998)         | Riet, neolithische Seeufersiedlung KGS-Nr.: 12649                         | B    | F   | Stogelenweg 701501 / 246650        |              |
| ja   | Datei hochladen · Wikidata zu Bronzezeitliche Seeufersiedlung (Q29932999)            | Irgenhausen / Weberwiesli, bronzezeitliche Seeufersiedlung KGS-Nr.: 12650 | B    | F   | Bürglenstrasse 701751 / 246150     |              |
| ja   | Datei hochladen · Wikidata zu Baselrüti, bronzezeitliche Seeufersiedlung (Q29933003) | Baselrüti, bronzezeitliche Seeufersiedlung KGS-Nr.: 12651                 | B    | F   | Ruetschbergstrasse 700501 / 246500 |              |
| ja   | Datei hochladen                                                                      | Museum am Pfäffikersee KGS-Nr.: 16603                                     | B    | S   | Stogelenweg 2 701430 / 246803      |              |

## Übrige Baudenkmäler
| ID       | Foto |                 | Objekt                                                       | Kat.   | Typ | Standort                                     | Beschreibung |
| -------- | ---- | --------------- | ------------------------------------------------------------ | ------ | --- | -------------------------------------------- | ------------ |
| 17700024 | ja   | Datei hochladen | Spinnerei - Kattundruckerei, Schulhaus                       | C      | G   | Hanggelerstrasse 5 704878 / 250285           |              |
| 17700028 | ja   | Datei hochladen | Kleinbauernhaus                                              | B reg. | G   | Schalchenstrasse 2 704816 / 250298           |              |
| 17700058 | ja   | Datei hochladen | Bauernhaus und Wirtschaft Eintracht                          | C      | G   | Hermatswilerstrasse 67 704790 / 250260       |              |
| 17700065 | ja   | Datei hochladen | Doppelbauernhaus, Hausteile 1 und 2                          | B reg. | G   | Hermatswilerstrasse 50 704698 / 250091       |              |
| 17700130 | ja   | Datei hochladen | Doppelbauernhaus, Wohnteil 1                                 | B reg. | G   | Höhenstrasse 34 702621 / 248811              |              |
| 17700358 | ja   | Datei hochladen | Wohnhaus / Stöckli mit Schopf                                | B reg. | G   | Auslikon, Blumengasse 12 704137 / 244402     |              |
| 17700421 | ja   | Datei hochladen | Ehemaliges Bauernhaus                                        | B reg. | G   | Auslikon, Pfäffikerstrasse 5 703392 / 244794 |              |
| 17700805 | ja   | Datei hochladen | Altes Pfarrhaus, Kirchgemeindehaus                           | B reg. | G   | Seestrasse 45 701449 / 246953                |              |
| 17700840 | ja   | Datei hochladen | Reformiertes Pfarrhaus                                       | C      | G   | Im Kehr 1 701442 / 246905                    |              |
| 17700843 | ja   | Datei hochladen | Kleinbauernhaus                                              | C      | G   | Im Kehr 7 701440 / 246878                    |              |
| 17700844 | ja   | Datei hochladen | Kleinbauernhaus                                              | C      | G   | Im Kehr 15, 17 701440 / 246857               |              |
| 17700846 | ja   | Datei hochladen | Kleinbauernhaus                                              | C      | G   | Im Kehr 25 701439 / 246833                   |              |
| 17700847 | ja   | Datei hochladen | Doppelwohnhaus, Hausteil 1                                   | C      | G   | Im Kehr 27 701436 / 246824                   |              |
| 17700848 | ja   | Datei hochladen | Doppelwohnhaus, Hausteil 2                                   | C      | G   | Stogelenweg 1 701436 / 246818                |              |
| 17700907 | ja   | Datei hochladen | Reihenwohnhaus                                               | C      | G   | Im Kehr 12 701405 / 246878                   |              |
| 17700932 | ja   | Datei hochladen | Bauernhaus, Hausteil 1                                       | B reg. | G   | Friedhofstrasse 1 701261 / 246946            |              |
| 17700933 | ja   | Datei hochladen | Bauernhaus, Hausteil 3                                       | B reg. | G   | Friedhofstrasse 3 701263 / 246939            |              |
| 17700934 | ja   | Datei hochladen | Bauernhaus, Hausteil 4                                       | B reg. | G   | Usterstrasse 28 701255 / 246942              |              |
| 17700935 | ja   | Datei hochladen | Bauernhaus, Hausteil 5                                       | B reg. | G   | Usterstrasse 26 701255 / 246933              |              |
| 17700936 | ja   | Datei hochladen | Bauernhaus, Hausteil 6                                       | B reg. | G   | Usterstrasse 24 701263 / 246932              |              |
| 17700950 | ja   | Datei hochladen | Gasthaus Zum Hecht                                           | C      | G   | Usterstrasse 8 701408 / 246982               |              |
| 17700960 |      | Datei hochladen | Landhaus Baumen, Wohnhaus mit Kachelofen                     | B reg. | G   | Baumenstrasse 36 701760 / 246333             |              |
| 17700973 | ja   | Datei hochladen | Wohnhaus Zur Myrthe                                          | C      | G   | Seestrasse 26 701436 / 247051                |              |
| 17701000 | ja   | Datei hochladen | Villa                                                        | B reg. | G   | Alpenstrasse 23 700975 / 247170              |              |
| 17701165 | ja   | Datei hochladen | Hotel Reiman / Gasthof Bahnhof                               | C      | G   | Bahnhofstrasse 24 701661 / 247078            |              |
| 17701180 | ja   | Datei hochladen | Wohnhaus Hanhart, Gemeindehaus                               | B reg. | G   | Hochstrasse 1 701498 / 247129                |              |
| 17701337 | ja   | Datei hochladen | Ehemalige Mühle Bussenhausen, neues Mühlengebäude / Wohnhaus | C      | G   | Russikerstrasse 19–23 701541 / 247406        |              |
| 17701369 | ja   | Datei hochladen | Altersheim, ehemaliges Ökonomiegebäude                       | B reg. | G   | bei Lindenstrasse 22 701740 / 247266         |              |
| 17701370 | ja   | Datei hochladen | Altersheim, ehemaliges Fabrikantenwohnhaus                   | B reg. | G   | Lindenstrasse 22 701725 / 247259             |              |
| 17701509 | ja   | Datei hochladen | Silogebäude                                                  | B reg. | G   | Bahnhofstrasse 23 701799 / 246977            |              |
| 17702782 |      | Datei hochladen | Bauernhaus, Hausteil 2                                       | B reg. | G   | Friedhofstrasse 1 701261 / 246946            |              |

Legende: Im Wesentlichen siehe Legende der Liste der Kulturgüter von nationaler und regionaler Bedeutung, mit folgenden Ausnahmen:
- Anstelle der KGS-Nummer wird als Objekt-Identifikator (ID) die Inventarnummer im Verzeichnis der Objekte von überkommunaler Bedeutung des kantonalen Denkmalschutzamtes verwendet.
- Bei den Kategorien wird wie folgt unterschieden: B kant. = Objekt von kantonaler Bedeutung (Kanton Zürich); B reg. = Objekt von regionaler Bedeutung (Kanton Zürich).